# Мортенсен, Алекс
Алекс Йенс Кеннет Мортенсен (швед. Alex Jens Kenneth Mortensen; род. 13 июля, 2002) — шведский футболист, нападающий клуба «Гронинген».

## Клубная карьера
Занимался в академии шведского клуба «Кальмар». В 2020 году стал игроком первой команды. Дебютировал за клуб 1 октября 2020 года в матче второго раунда Кубка Швеции против «Асарумса».
1 июля 2021 года отправился в аренду в нидерландский «Гронинген». Дебютировал в Эредивизи 1 октября 2021 года в матче с «Твенте», выйдя на замену место Михаэла де Леу на 94-й минуте. 27 октября сыграл в Кубке Нидерландов против «Хелмонд Спорт».